# Toxorhina (Toxorhina) staplesi
Toxorhina (Toxorhina) staplesi is een tweevleugelige uit de familie steltmuggen (Limoniidae). De soort komt voor in het Australaziatisch gebied.